# Immamabad, Bidar
Immamabad là một làng thuộc tehsil Bidar, huyện Bidar, bang Karnataka, Ấn Độ.